# Spiegelau
Spiegelau è un comune tedesco di 4 042 abitanti, situato nel land della Baviera.